# Позніхіренко Ганна Сергіївна
Позніхіренко Ганна Сергіївна (нар. 8 квітня 1994, Київ) — українська тенісистка.
Найвищий кар'єрний рейтинг WTA — 255 в одиночному розряді, досягнутий 28 травня 2018 року, і 214 в парному, встановлений 27 серпня 2018 року.
Виграла свій перший головний титул ITF на Міжнародному фестивалі Femminili di Brescia 2018 року в розіграші парного розряду.

## Фінали ITF Circuit

### Одиночні: 10 (3 перемоги, 7 поразок)
| Легенда  |
| -------- |
| $100,000 |
| $80,000  |
| $60,000  |
| $25,000  |
| $15,000  |

| Результат | W–L | Дата          | Турнір                        | Призові | Покриття    | Суперник           | Рахунок       |
| --------- | --- | ------------- | ----------------------------- | ------- | ----------- | ------------------ | ------------- |
| Поразка   | 0–1 | Листопад 2011 | ITF Анталія, Туреччина        | $10,000 | Глина       | Йована Якшич       | 4–6, 2–6      |
| Перемога  | 1–1 | Вересень 2012 | ITF Анталія, Туреччина        | $10,000 | Жорстка     | Ана Богдан         | 2–6, 7–5, 6–4 |
| Поразка   | 1–2 | Листопад 2012 | ITF Анталія, Туреччина        | $10,000 | Глина       | Йована Якшич       | 2–6, 6–7(3)   |
| Поразка   | 1–3 | Червень 2015  | ITF Мінськ, Білорусь          | $25,000 | Глина       | Дарія Касаткіна    | 3–4 ret.      |
| Поразка   | 1–4 | Липень 2016   | ITF Пярну, Естонія            | $10,000 | Глина       | Анастасія Зарицька | 4–6, 6–4, 3–6 |
| Поразка   | 1–5 | Липень 2017   | ITF Брешія, Італія            | $60,000 | Глина       | Полона Герцог      | 2–6, 5–7      |
| Поразка   | 1–6 | Серпень 2017  | ITF Годмезевашаргей, Угорщина | $25,000 | Глина       | Александра Дулгеру | 5–7, 2–6      |
| Поразка   | 1–7 | Березень 2019 | ITF Москва, Росія             | W25     | Жорстка (i) | Олена Рибакіна     | 5–7, 0–6      |
| Перемога  | 2–7 | Жовтень 2019  | ITF Табарка, Туніс            | W15     | Глина       | Джульетт Стюр      | 2–6, 6–3, 6–4 |
| Перемога  | 3–7 | Листопад 2019 | ITF Табарка, Туніс            | W15     | Глина       | Джульетт Стюр      | 6–4, 6–1      |

### Парні (9–13)
| Результат | Номер | Дата             | Турнір                 | Покриття    | Партнер               | Суперники                              | Рахунок          |
| --------- | ----- | ---------------- | ---------------------- | ----------- | --------------------- | -------------------------------------- | ---------------- |
| Поразка   | 1.    | 27 жовтня 2012   | Анталія, Туреччина     | Глина       | Вікторія Лушкова      | Александра Дамащин Барбара Собашкевич  | 1–6, 6–3, [2–10] |
| Поразка   | 2.    | 1 лютого 2013    | Пршеров, Чехія         | Глина       | Вікторія Кан          | Петра Крейсова Єсика Малечкова         | 1–6, 6–4, [5–10] |
| Перемога  | 1.    | 19 серпня 2013   | Санкт-Петербург, Росія | Глина       | Вікторія Кан          | Юстина Єгіолка Ноппаван Лерчевакарн    | 6–2, 6–0         |
| Перемога  | 2.    | 23 квітня 2014   | Наманган, Узбекистан   | Жорстка     | Євгенія Пашкова       | Андреа Гаміц Яна Бучина                | 6–4, 6–1         |
| Перемога  | 3.    | 22 травня 2016   | Хаммамет, Туніс        | Глина       | Наталія Костич        | Еммануель Жирар Франческа Джонс        | 6–4, 6–4         |
| Поразка   | 3.    | 20 червня 2016   | Москва, Росія          | Глина       | Анна Моргіна          | Натела Дзаламідзе Вероніка Кудерметова | 1–6, 2–6         |
| Поразка   | 4.    | 15 серпня 2016   | Харків, Україна        | Глина       | Ілона Кремень         | Вероніка Капшай Ананстасія Шошина      | 6–4, 4–6, [9–11] |
| Перемога  | 4.    | 5 вересня 2016   | Буча, Україна          | Глина       | Ілона Кремень         | Вероніка Капшай Ананстасія Шошина      | 6–3, 6–2         |
| Поразка   | 5.    | 19 березня 2017  | Гонесс, Франція        | Глина (i)   | Катерина Яшина        | Ілона Кремень Діана Марцинкевич        | 1–6, 4–6         |
| Перемога  | 5.    | 22 жовтня 2017   | Пула, Італія           | Глина       | Ясміна Тіньїч         | Таїсія Мордергер Яна Мордергер         | 6–4, 6–3         |
| Поразка   | 6.    | 5 листопада 2017 | Пула, Італія           | Глина       | Анастасія Гримальська | Клавдія Джовіне Камілла Розателло      | 2–6, 6–2, [7–10] |
| Поразка   | 7.    | 22 квітня 2018   | Обідуш, Португалія     | Килим       | Джесіка Пончет        | Сара Бет Грей Олівія Ніколс            | 2–6, 1–6         |
| Перемога  | 6.    | 9 червня 2018    | Брешія, Італія         | Глина       | Крістіна Діну         | Олександра Панова Анастасія Прібилова  | 6–3, 7–6(6)      |
| Перемога  | 7.    | 18 серпня 2018   | Лейпциг, Німеччина     | Глина       | Крістіна Діну         | Петра Крейсова Єсіка Малечкова         | 4–6, 6–0, [10–5] |
| Перемога  | 8.    | 26 січня 2019    | Казань, Росія          | Жорстка (i) | Вівіян Гейсен         | Альона Фоміна Катерина Яшина           | 6–4, 6–3         |
| Поразка   | 8.    | 9 лютого 2019    | Трнава, Словаччина     | Жорстка (i) | Міхаела Гончова       | Еліца Костова Елена Богдан             | 5–7, 6–7(5)      |
| Поразка   | 9.    | 2 березня 2019   | Москва, Росія          | Жорстке (i) | Вівіян Гейсен         | Олена Рибакіна Софія Лансере           | 6–1, 3–6, [4–10] |
| Поразка   | 10.   | 31 серпня 2019   | Пенза, Росія           | Жорстка     | Анастасія Гасанова    | Влада Коваль Камілла Рахімова          | 0–6, 3–6         |
| Поразка   | 11.   | 29 вересня 2019  | Пула, Італія           | Глина       | Кіара Шолль           | Естелла Касіно Джорджія Марчетті       | 4–6, 3–6         |
| Поразка   | 12.   | 28 жовтня 2019   | Табарка, Туніс         | Глина       | Джульєт Стюр          | Нефіса Берберович Сильвія Ньїріч       | 6-7, 4-6         |
| Перемога  | 9.    | 3 листопада 2019 | Табарка, Туніс         | Глина       | Джульєт Стюр          | Ясміне Мансурі Сада Нахімана           | 7–6, 6–3         |
| Поразка   | 13.   | 9 лютого 2020    | Трнава, Словаччина     | Жорстка     | Вікторія Кан          | [Міріам Колодєйова Лауна Йоана Паар    | 1-6, 1-6         |